# September 1913
Portal Geschichte | Portal Biografien | Aktuelle Ereignisse | Jahreskalender | Tagesartikel

◄ |
19. Jahrhundert |
20. Jahrhundert
| 21. Jahrhundert

◄ |
1880er |
1890er |
1900er |
1910er
| 1920er | 1930er | 1940er | ►

◄ |
1909 |
1910 |
1911 |
1912 |
1913
| 1914 | 1915 | 1916 | 1917 | ►

◄ |
Juni 1913 |
Juli 1913 |
August 1913 |
September 1913 |
Oktober 1913 |
November 1913 |
Dezember 1913 |
►
Dieser Artikel behandelt tagesbezogene Nachrichten und Ereignisse im September 1913.

## Tagesgeschehen

### Mittwoch, 3. September
- Konstantinopel/Osmanisches Reich: Die Verhandlungen zum Vertrag von Konstantinopel, ein Friedensvertrag zwischen dem Osmanischen Reich und Bulgarien zur Beilegung des Zweiten Balkankriegs, beginnen. Nach vier Wochen Verhandlungen wird der Vertrag am 29. September unterschrieben.
- Deutsches Kaiserreich: Die Avro 503, ein Doppeldecker-Flugzeug des britischen Herstellers Avro, legt als erstes Flugzeug unter ihrem Piloten Leutnant Langfeld die Strecke Wilhelmshaven – Helgoland zurück.
- Sankt Petersburg/Russland: Grigorij Nikolaevič Neujmin entdeckt (762) Pulcova, einen Asteroiden des Hauptgürtels, den er nach dem Pulkowo-Observatorium benennt. Im Jahr 2000 entdeckt ein Team von Astronomen einen kleinen Mond der den Asteroiden alle vier Tage umkreist.

### Donnerstag, 4. September

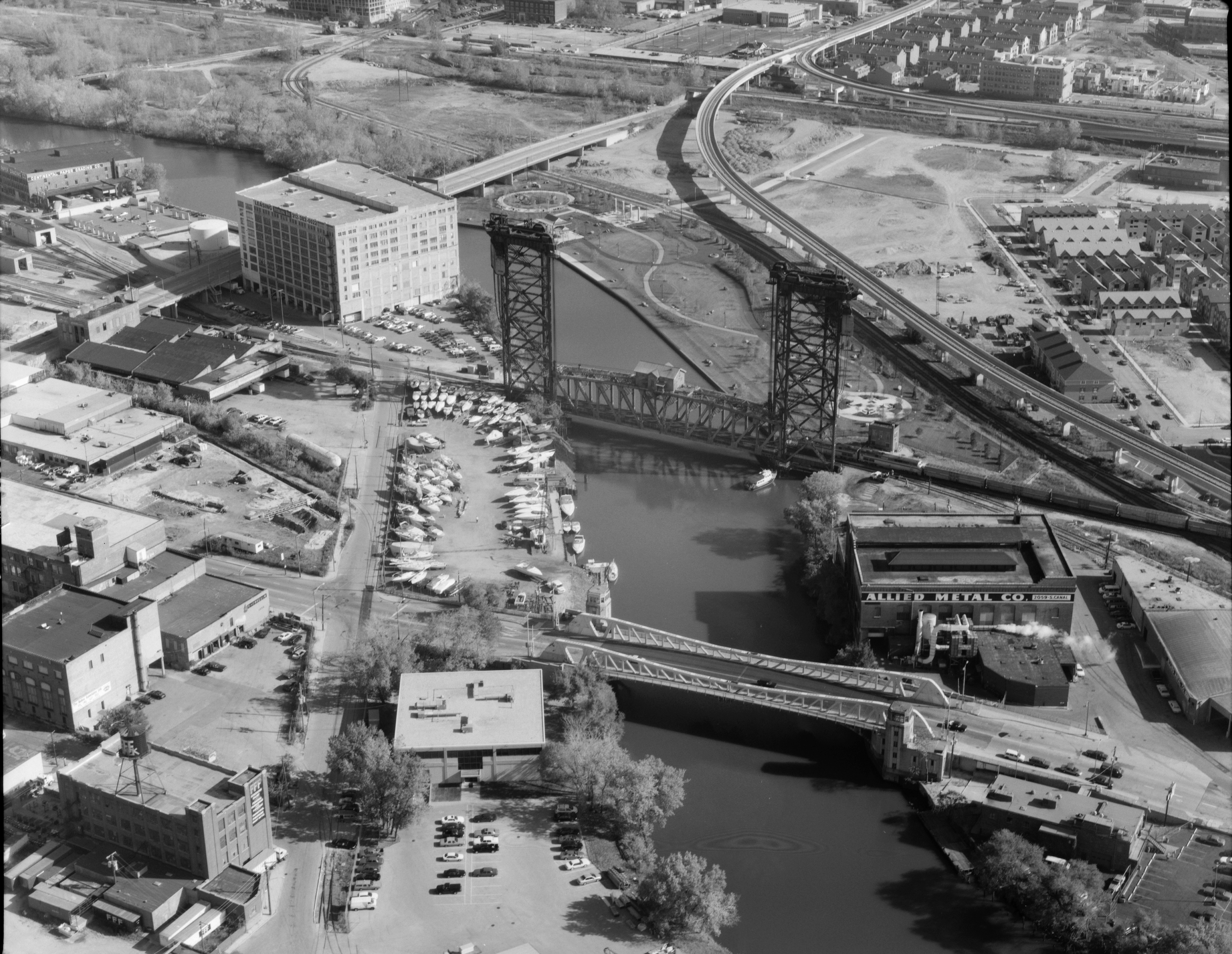
Luftbild der Canal Street Railroad Bridge (Bildmitte)

- Degerloch/Deutsches Kaiserreich: Am Morgen tötet Ernst August Wagner seine Frau und seine  vier Kinder und setzt den Massenmord fort, indem er in der darauffolgenden Nacht in Mühlhausen an der Enz Häuser anzündet und auf die daraus Flüchtenden schießt. Dabei tötet er insgesamt 12 Menschen und verletzt 11 weitere schwer.[1]
- Chicago/Vereinigte Staaten Die Bauarbeiten für die Canal Street Railroad Bridge beginnen. Es handelt sich damals um die schwerste Hubbrücke in den Vereinigten Staaten.[2]
- Deutsches Kaiserreich: Durch eine Allerhöchste-Kabinetts-Order (A.K.O.) wird die Aufstellung von sieben Kavallerieeinheiten mit den Namen Jäger-Regiment zu Pferde Nr. 7 bis zur Nummer 13 zum 1. Oktober befohlen.

### Sonntag, 7. September

Peter Günther, Richard Scheuermann, Paul Guignard und Arthur Stellbrink (v. l. n. r.) vor Beginn des Rennens.

- Köln/Deutsches Kaiserreich: Bei einem Radrennen zwischen Richard Scheuermann und Weltmeister Paul Guignard auf der Riehler Rennbahn wird Scheuermann bei einem Unfall schwer verletzt. Er erliegt tags darauf seinen Verletzungen und auch der Schrittmacher Guignards, Gus Lawson, kommt ums Leben.

### Dienstag, 9. September

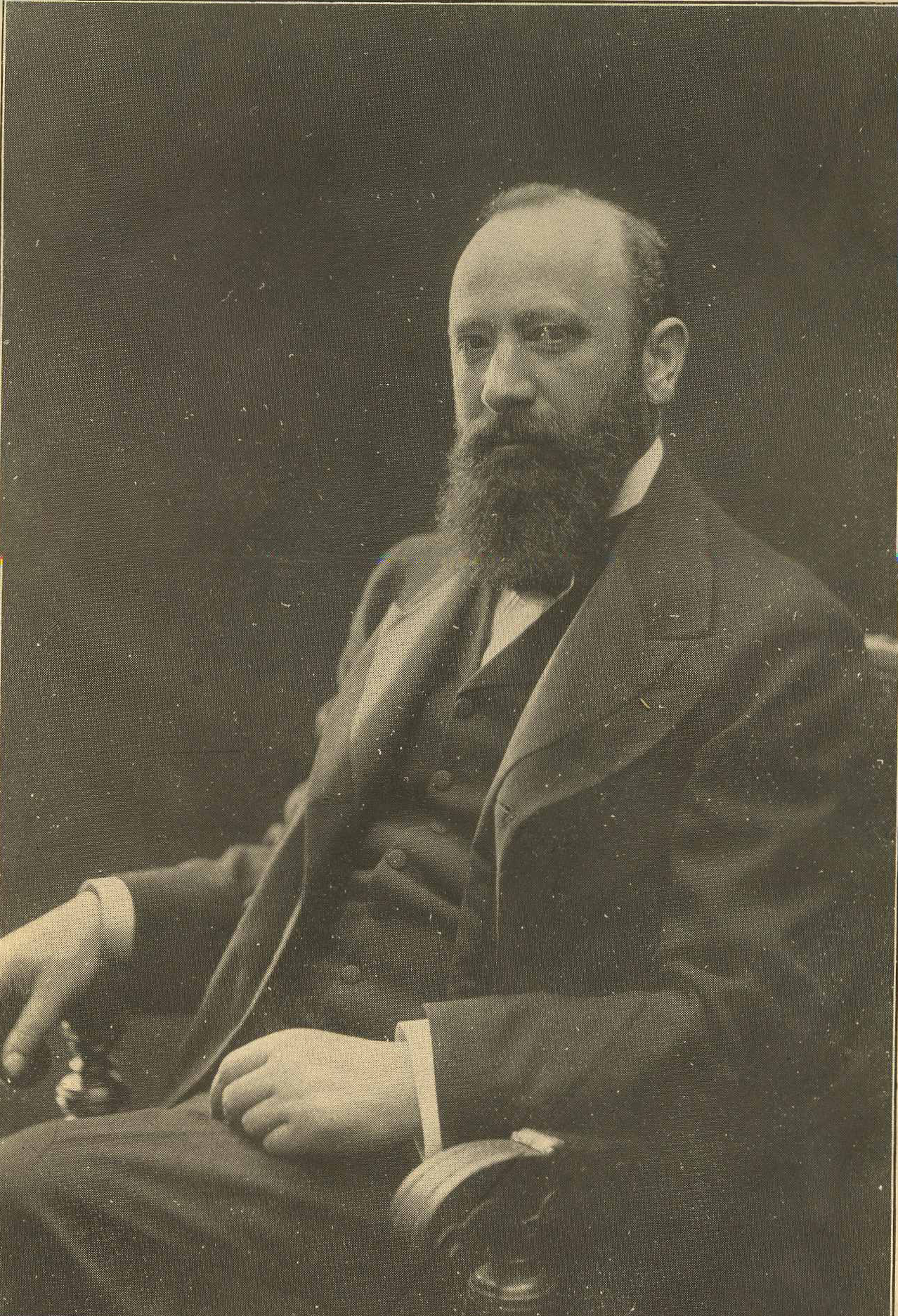
David Wolffsohn

- Helgoland/Deutsches Kaiserreich: Der erste Marinezeppelin L 1 (Baunummer LZ 14) stürzt ab. Die Marine ordert unverzüglich einen Weiteren (Baunummer LZ 18) der mit vier statt drei Motoren ausgestattet ist und damit über bessere Leistungsdaten verfügt.
- Wien/Österreich-Ungarn: Der am 2. September begonnenen elfte Zionistenkongress unter Vorsitz von David Wolffsohn endet. Er befasste sich mit den Ansiedlungen in Palästina und ihrer Unterstützung durch das WZO-Büro in Jaffa.
- Sussex/Vereinigtes Königreich: Mithilfe von Schlaftabletten unternimmt Virginia Woolf ihren ersten Selbstmordversuch.[3]

### Mittwoch, 10. September
- Wien/Österreich-Ungarn: Die feierliche Uraufführung von Der Millionenonkel, der ersten filmischen Großproduktion Österreichs, findet im Beethovensaal statt. Operettenkomponist Robert Stolz, der hier sein Filmdebüt gibt, ist bei der Premiere anwesend und dirigiert persönlich die Salonkapelle Haupt.
- Schweiz: Der Schweizerische Verband der Strassen- und Verkehrsfachleute (VSS), eine Vereinigung von Fachleuten aus dem Bereich Straßenplanung, Straßenbau und Straßenbetrieb, wird gegründet.

### Donnerstag, 11. September

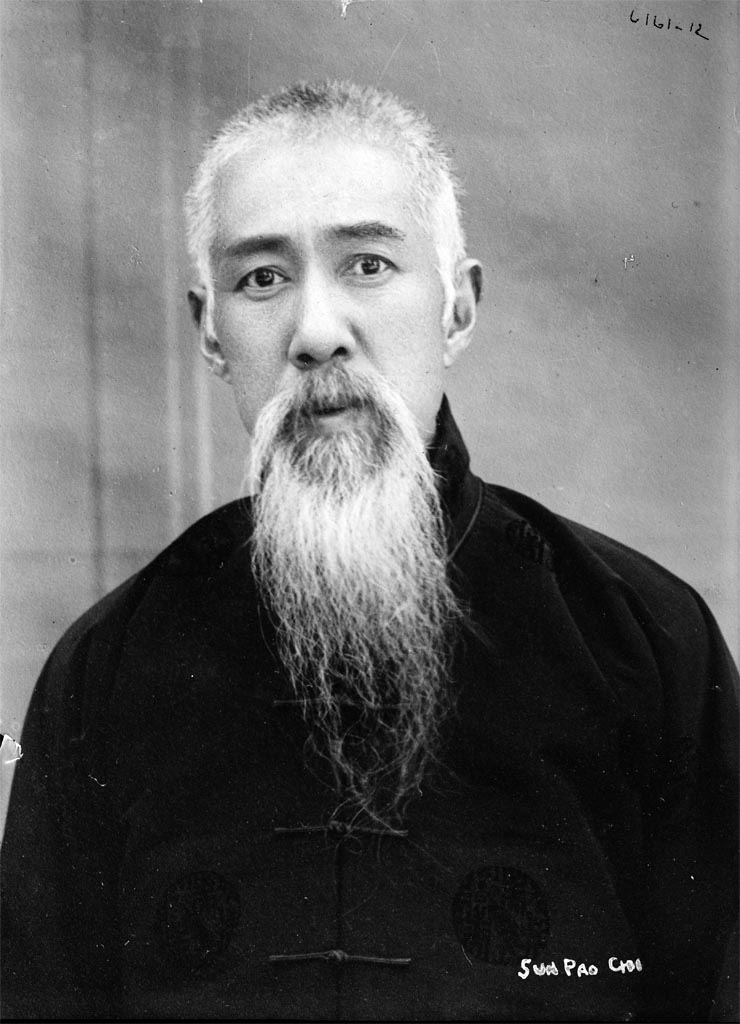
Sun Baoqi

- Hessen/Deutsches Kaiserreich: Das Großherzoglich-Hessische Ministerialreskript bestätigt den seit dem ausgehenden 17. Jahrhundert gebräuchlichen Freiherrentitel des Adelsgeschlechts Breidenbach zu Breidenstein.
- Deutsches Kaiserreich: U 23, ein deutsches U-Boot der kaiserlichen Marine, wird in Dienst gestellt. Es war am 18. März 1911 bestellt worden und wird von der U-Boot-Falle Princess Louise am 20. Juli 1915 versenkt.
- Kaiserreich China: Sun Baoqi tritt in das Kabinett von Premierminister Xiong Xiling ein. In der Folge erzielt er einen spektakulären Verhandlungserfolg mit Russland, durch den Russland die Oberherrschaft Chinas über die Äußere Mongolei und China die Autonomie der Äußeren Mongolei anerkennen.

### Freitag, 12. September

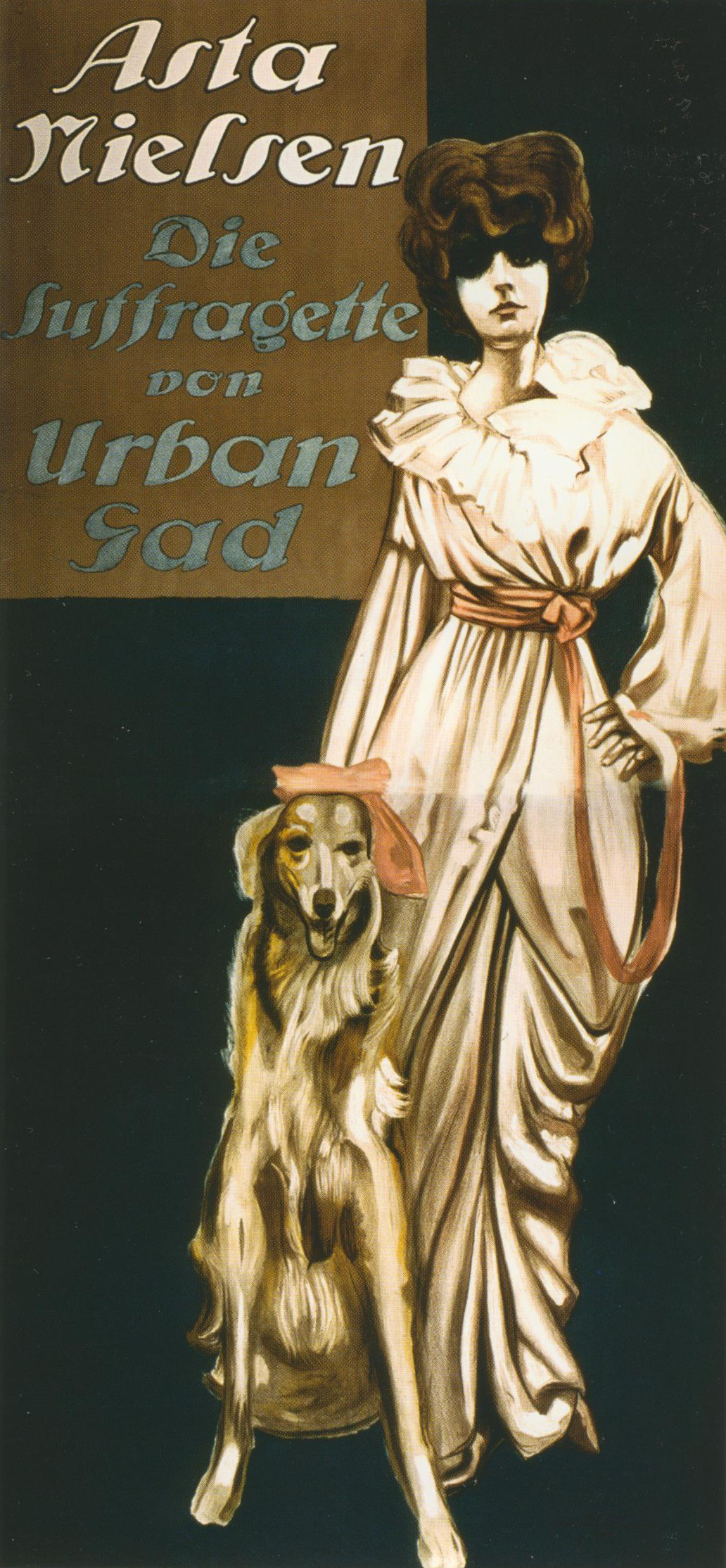
Filmplakat von Die Suffragette

- Steiermark/Österreich-Ungarn: Auf der Lokalbahn Mixnitz–Sankt Erhard fährt der erste Personenzug.
- Berlin/Deutsches Kaiserreich: Die Suffragette, ein deutscher Stummfilm in fünf Akten von Urban Gad, wird uraufgeführt. Zehn Tage zuvor, am 2. September, hatte ihn die Zensur mit einem Jugendverbot belegt.

### Samstag, 13. September
- Dresden/Deutsches Kaiserreich: Die Eröffnung des – damals noch „Neues Königliches Schauspielhaus“ genannten – Staatsschauspiel Dresden findet mit der Jubelouvertüre von Carl Maria von Weber, dem Fragment Robert Giuskard von Heinrich von Kleist und dem Einakter Die Torgauer Heide von Otto Ludwig statt. Zur Eröffnung erscheinen zahlreiche Intendanten aus dem ganzen Kaiserreich, Honoratioren der Stadt und dem Hoftheater verbundene Autoren wie Gerhart Hauptmann, Stefan Zweig und Hugo von Hofmannsthal.
- Vereinigte Staaten: Der erste gedruckte Bericht über die Brown Mountain-Lichter erscheint in der Gazette Charlotte Daily Observer. Dabei handelt es sich um ein in der Ufologie und der Parawissenschaft beobachtetes und dokumentiertes Phänomen von Leuchterscheinungen, die große Ähnlichkeiten mit den Marfa-Lichtern und den berühmten Lichtern von Hessdalen aufweisen sollen.
- Belgrad/Königreich Serbien: Das erste Ewige Derby, das Aufeinandertreffen zwischen den beiden Fußballclubs BSK und SK Velika Srbija, findet statt. Velika Srbija, das sich kurz zuvor nach einem Streit zwischen der Vereinsführung und mehreren Spielern vom BSK abgespalten hatte, unterliegt mit 0:2. Es war der Beginn eines Derbys, das schon bald zu den größten der Welt gehören sollte. Letztendlich übertrug sich dessen Rivalität auf Roter Stern und Partizan, die am 13. September 1913 ihren Anfang hatte.[4]

### Dienstag, 16. September
- Berlin/Deutsches Kaiserreich: Die unter der Regie von Gerhart Hauptmann stehende Inszenierung von Friedrich Schillers Wilhelm Tell hat im Deutschen Künstlertheater Premiere.
- Wald-Michelbach/Deutsches Kaiserreich: Die Gemeinde ernennt Rudolf Wünzer zum Ehrenbürger.[5] In der Folge wird auch eine Straße nach ihm benannt.
- Indonesien: Papst Pius X. errichtet das Erzbistum Ende aus Gebietsabtretungen des Apostolischen Vikariates Batavia unter dem Namen Apostolische Präfektur Kleine Sunda-Inseln.

### Mittwoch, 17. September

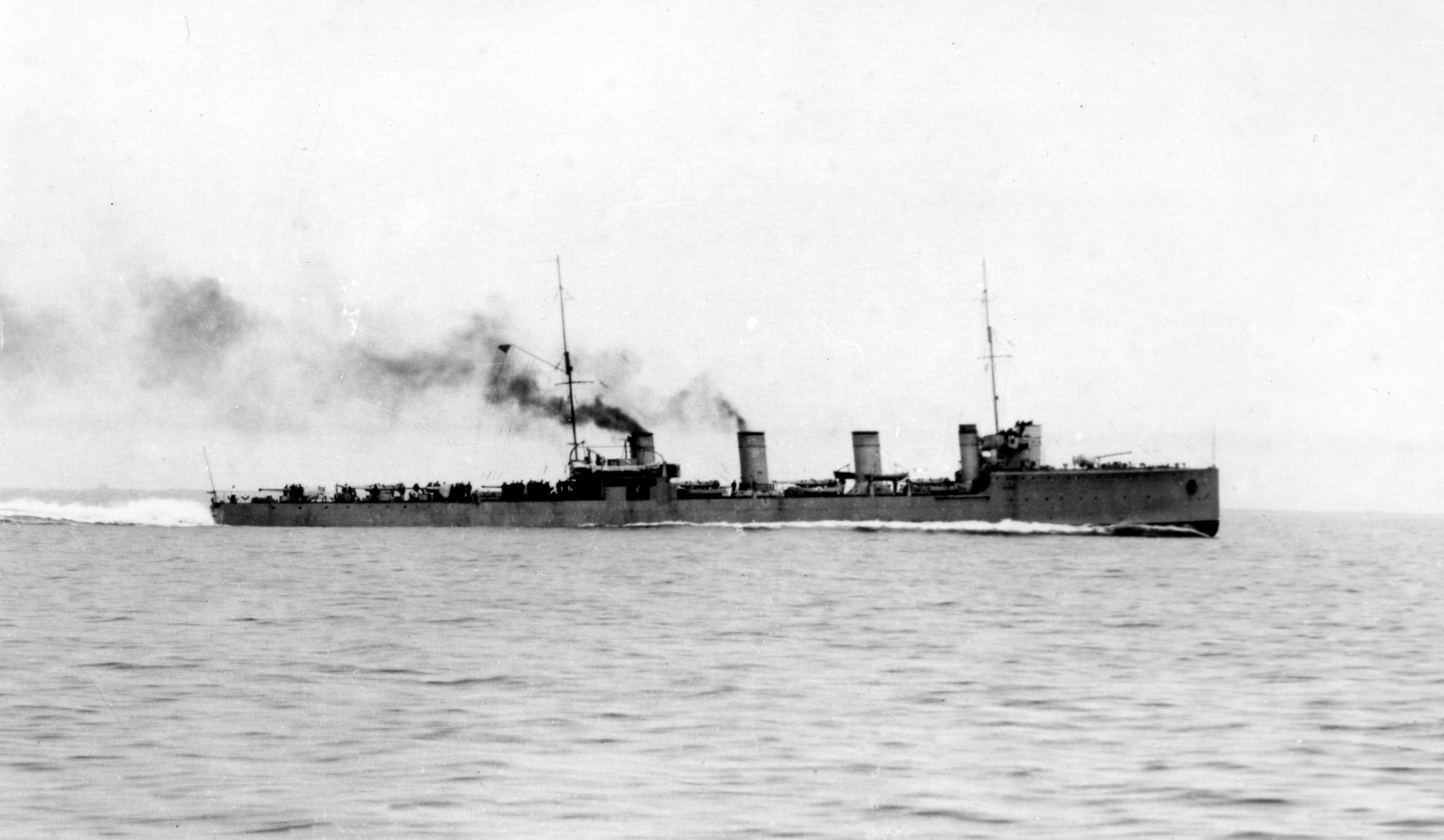
Vorkriegsaufnahme des russischen Zerstörers Nowik

- Russisches Kaiserreich: Die Nowik, ein nach modernen Gesichtspunkten konstruierter und sehr kampfkräftiger Zerstörer der Kaiserlichen Russischen Marine, wird in den Dienst gestellt.
- Italien: Thomas J. O’Brien beendet seine Tätigkeit als Botschafter der Vereinigten Staaten in Italien. Ihm folgt am 12. Oktober desselben Jahres Thomas Nelson Page nach.

### Donnerstag, 18. September

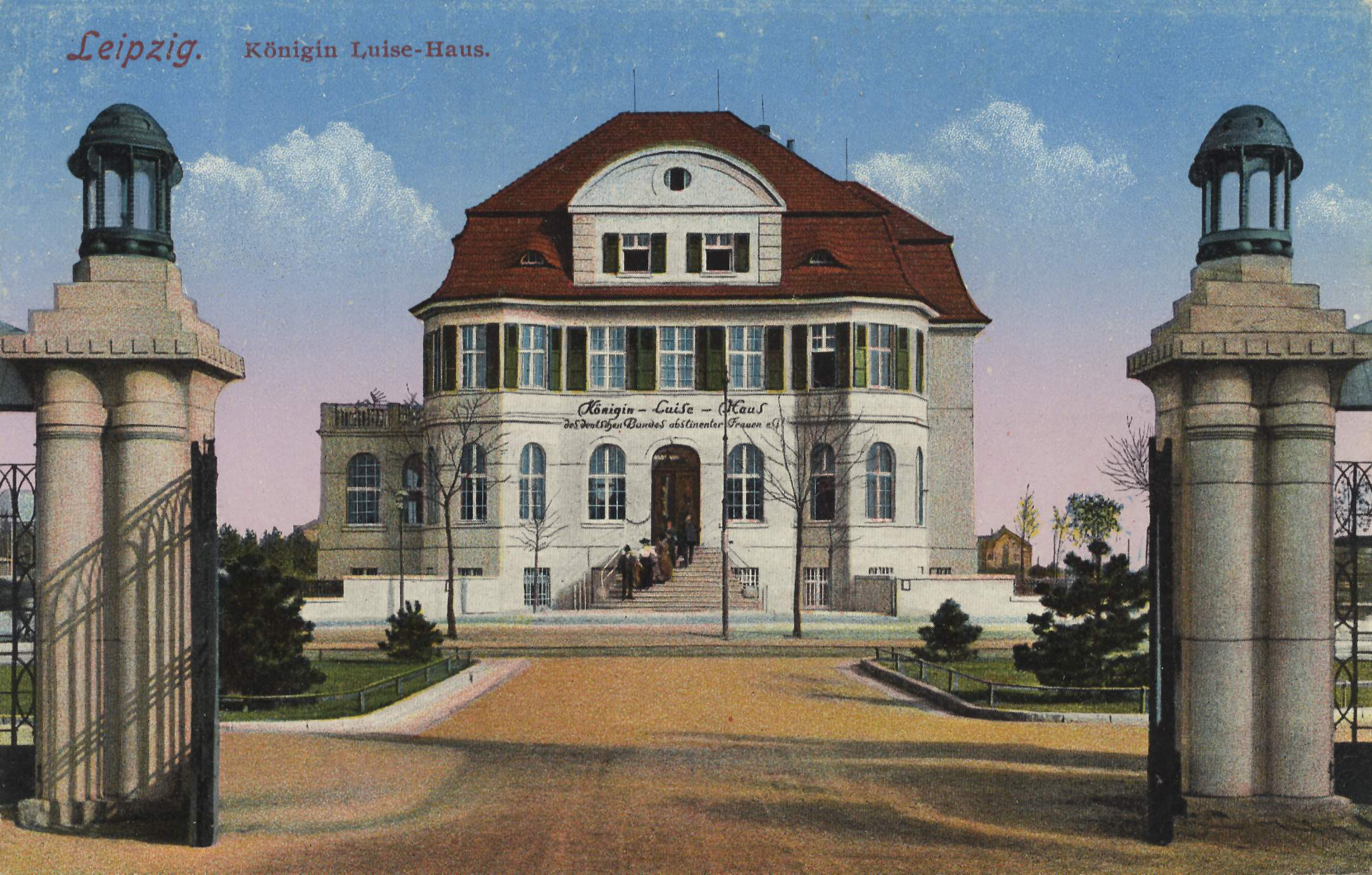
Das Königin-Luise-Haus in Leipzig zur Zeit seiner Eröffnung

- Leipzig/Deutsches Kaiserreich: Das Königin-Luise-Haus wird als alkoholfreie Gaststätte eröffnet. Baubeginn war am 11. März des gleichen Jahres. Das Haus wurde vom Deutschen Bund abstinenter Frauen betrieben, der der Abstinenzbewegung angehörte.
- Vereinigte Staaten: Der Kongress nimmt mit 287 zu 85 Stimmen das Bundesgesetz zur Etablierung des Federal Reserve Systems an, um ein „Zentralbanksystem zu etablieren, das so gestaltet wurde, um dem nationalen Finanzsystem sowohl Flexibilität als auch Stärke hinzuzufügen“.[6] Tags darauf, am 19. September stimmt auch der Senat mit 54 zu 34 Stimmen zu.
- Barre/Vereinigte Staaten: Es findet eine Umstrukturierung der Bahngesellschaften statt. Der Pachtvertrag der Barre Railroad mit der Montpelier and Wells River Railroad wird aufgelöst und die Barre Railroad fusioniert mit der East Barre and Chelsea Railroad zur neuen Barre and Chelsea Railroad.

### Dienstag, 23. September
- Mittelmeer: Roland Garros überfliegt mit dem sehr unzuverlässigen und wenig stabilen Flugzeug Morane-Saulnier G als erster das Mittelmeer. Er braucht für diesen Flug von Fréjus in Südfrankreich nach Bizerte in Tunesien nur knapp acht Stunden.[7]
- Winchester/Vereinigte Staaten: Der US-amerikanische Astronom Joel H. Metcalf entdeckt den Asteroiden des Hauptgürtels (767) Bondia und benennt ihn nach dem Astronomen William Cranch Bond und dessen Sohn George Phillips Bond.
- Frankfurt am Main/Deutsches Kaiserreich: Rosa Luxemburg hält in einem der größten Frankfurter Versammlungs- und Veranstaltungsräume eine viel beachtete Rede über die politische Situation und die Aufgabe der arbeitenden Klasse. Ihre Rede wird für sie zum Haftgrund. Neben dem Torbogen erinnert heute eine Gedenktafel die Rednerin.

### Mittwoch, 24. September

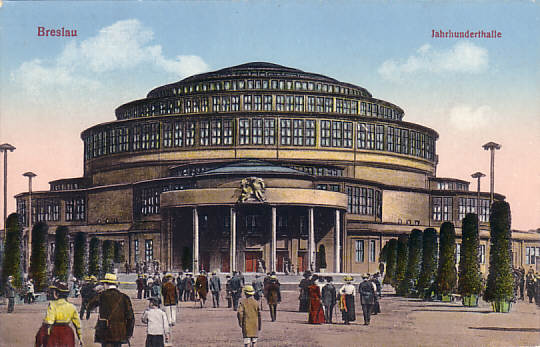
Die Jahrhunderthalle etwa 1913–1920

- Breslau/Deutsches Kaiserreich: Karl Straube weiht die neue Orgel der Jahrhunderthalle mit der Uraufführung des monumentalen Werkes Introduktion, Passacaglia und Fuge e-moll op. 127 von Max Reger ein. Die Schöpfung von W. Sauer Orgelbau Frankfurt (Oder) – ausgeführt durch die Orgelbaufirma E. F. Walcker & Cie – hat 15.133 Pfeifen und 200 Register.
- Hirsingue/Frankreich: Rabbiner Simon Auscher aus Altkirch weiht die neue Synagoge der Jüdischen Gemeinde der Stadt ein.

### Donnerstag, 25. September

Flagge der Provisorischen Regierung Westthrakien

- Westthrakien: Die Provisorische Regierung Westthrakien benennt sich in Unabhängige Regierung Westthrakien um.
- Australien: Darwin Radio startet seinen Sendebetrieb aus einem Gelände nahe dem Casino „Frogs Hollow“.

### Freitag, 26. September

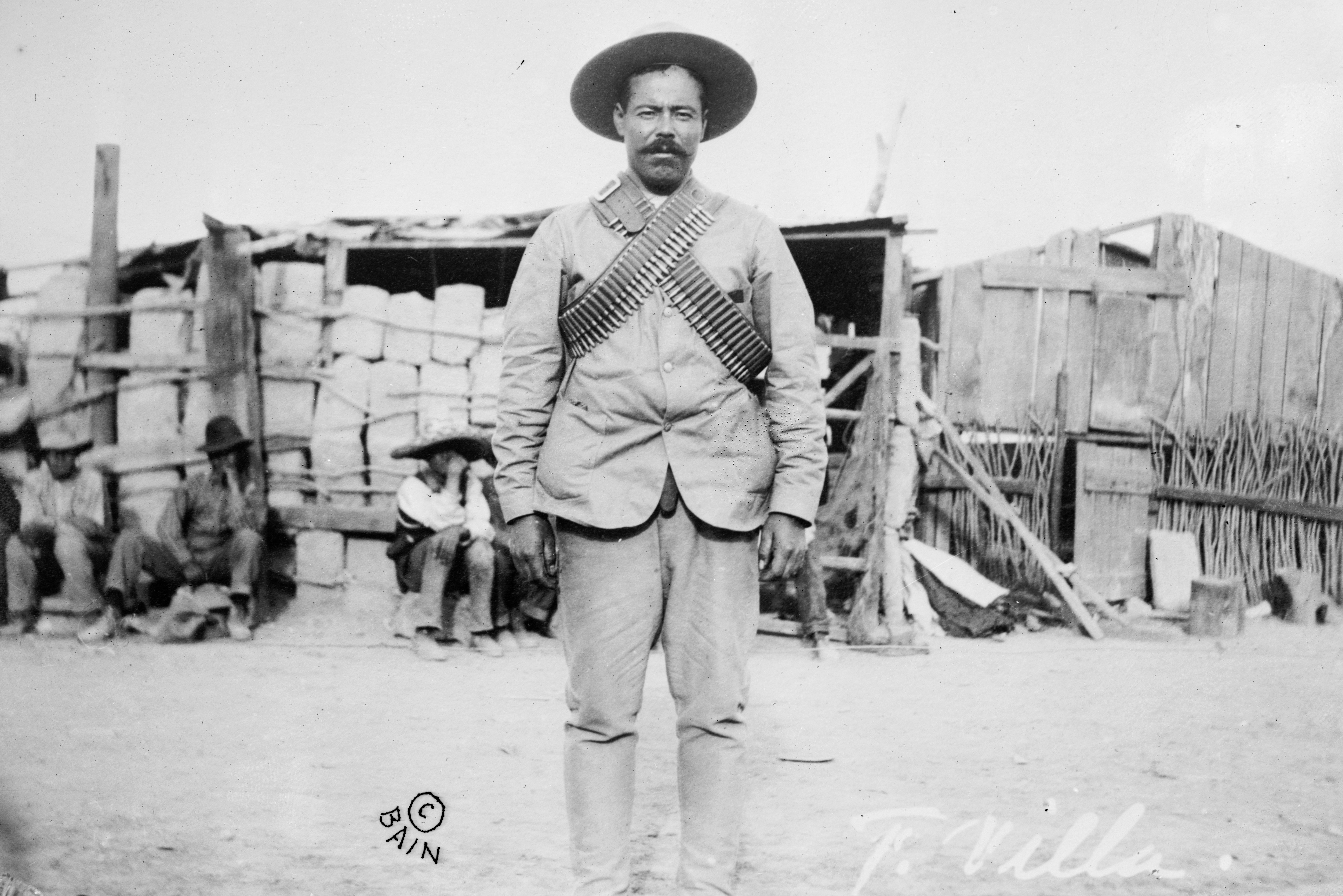
Pancho Villa (fotografiert vermutlich in der ersten Jahreshälfte 1911)

- Vereinigtes Königreich: Die Andes, ein Passagierschiff der Reederei Royal Mail Line wird in den Dienst gestellt. Das 15.620 BRT große Dampfschiff Andes wurde bei Harland & Wolff im nordirischen Belfast gebaut.
- Heidelberg/Deutsches Kaiserreich: Der Astronom Franz Kaiser entdeckt die Asteroiden (765) Mattiaca und (764) Gedania. Diese benennt er nach den lateinischen Bezeichnungen der Städte Wiesbaden (lat. Mattiacum) und Danzig (lat. Dantiscum).
- Jiménez/Mexiko: Die wichtigsten mexikanischen Rebellenführer der Bundesstaaten Durango und Chihuahua beschließen, den wichtigen Bahnknotenpunkt Torreón im Bundesstaat Coahuila zu erobern. Der Plan wird drei Tage später, am 29. September ausgeführt, und die Rebellen greifen die Stadt unter dem Kommando von Pancho Villa an, was zur Schlacht um Torreón führt.

### Samstag, 27. September
- Deutsches Kaiserreich: Die Kapitäne Hans Feldbausch, Kurt Slevogt, Otto Ciliax, Erich Förste, Otto Backenköhler, Kurt Fricke und Karl Dönitz werden zum Leutnant zur See befördert. Conrad Patzig, Paul Hundius, Ralph Wenninger und Günther Lütjens steigen zum Oberleutnant zur See auf und Peter Strasser wird zum Führer der Marine-Luftschiffe ernannt.
- Niederlande: John Loudon übernimmt das Amt des Außenministers von Pieter Cort van der Linden. Er bleibt bis zum 9. September 1918 auf diesen Posten.
- Österreich-Ungarn: Der von Alfred Adler gegründete Verein für freie psychoanalytische Forschung benennt sich im Rahmen einer Generalversammlung in Verein für Individualpsychologie um, um sich von Sigmund Freud und seinem Kreis abzugrenzen.[8]

### Montag, 29. September
- Konstantinopel/Osmanisches Reich: Der Vertrag von Konstantinopel, ein Friedensvertrag zwischen dem Osmanischen Reich und Bulgarien zur Beilegung des Zweiten Balkankriegs, wird unterschrieben. Es handelt sich um den ersten Friedensvertrag seit über 100 Jahren, durch den das Osmanische Reich Territorium zurückerhält, das es zuvor im Krieg verloren hatte und außerdem der erste Vertrag, dessen Inhalt gegen den ausdrücklichen Willen der europäischen Großmächte zustande kommt.
- Torreón/Mexiko: Die Schlacht um Torreón beginnt. Dabei versuchen die Rebellen unter Führung von Pancho Villa den wichtigen Bahnknotenpunkt von den Streitkräften des mexikanischen Machthabers Victoriano Huerta zu erobern, was ihnen drei Tage später am 1. Oktober auch gelingt.

### Dienstag, 30. September
- Vereinigtes Königreich: Die Royal Navy führt eine Klassifizierung nach Buchstaben zur Benennung der Schiffsklassen ein. Als erste Klasse erhält die Laforey-Klasse den neuen Namen L-Klasse.
- Wissel/Deutsches Kaiserreich: Der Ortsteil wird ans Stromnetz angeschlossen.
- Paris/Frankreich: Der Auteuil-Ast der Métrolinie 10 mit den Stationen Javel – André Citroën, Chardon-Lagache, Michel-Ange – Auteuil, Église d’Auteuil, Michel-Ange – Molitor und Porte d’Auteuil wird als Teil der Linie 8 eröffnet. Von der Station La Motte-Picquet – Grenelle bis zur Unterquerung der Seine ist er als klassische Métro-Strecke ausgeführt.